# Barry Horne
Barry Horne (17 de marzo de 1952 - 5 de noviembre de 2001) fue un activista británico en favor de los derechos de los animales que falleció a causa de una insuficiencia hepática, en el Hospital Ronkswood, en Worcester, en noviembre de 2001, después de protagonizar cuatro huelgas de hambre mientras cumplía una sentencia de 18 años de cárcel por plantar dispositivos incendiarios. Horne dijo que su objetivo era persuadir al gobierno británico para llevar a cabo una discusión pública sobre las prácticas de experimentación con animales en el Reino Unido, algo que el Partido Laborista del Reino Unido prometió cuando llegó al poder en 1997.

## Trasfondo
Siendo un ex recolector de basura de Northampton, divorciado y con un hijo pequeño, Horne atrajo la atención pública en los años 1980 después de un intento de rescatar a "Rocky", un delfín nariz de botella mantenido en una pequeña piscina de cemento en Marineland, en Morecambe, Lancashire, por lo que recibió una sentencia de 6 meses de cárcel.
Se le acusa de iniciar lo que los medios llamaron "una campaña incendiaria" a comienzos de los 90, ya que se le imputa el incendio que destruyó propiedad de Boots the Chemists en Newport en la Isla de Wight (compañía que testea productos en animales) que causó un daño económico estimado en 3 millones de libras en 1994. También incendió tiendas en la isla, las cuales vendían abrigos de pieles, y finalmente fue detenido por la policía portando un dispositivo incendiario.

## Muerte
Barry Horne falleció el lunes por la mañana, el 5 de noviembre de 2001, debido a una falla en el riñón después de una huelga de hambre en la cárcel desde el 21 de octubre de ese año. Barry estaba cumpliendo una sentencia en prisión de 18 años por participar en una campaña por los derechos de los animales durante dos años que incluía el incendio premeditado como una estrategia.
Al momento de su muerte, a la edad de 49 años, Horne no había comido en 15 días, pero estaba debilitado por huelgas de hambre previas, de las cuales la más larga duró 68 días y lo dejó parcialmente ciego y con daño al riñón. En el funeral de Horne, activistas por los derechos de los animales, muchos de los cuales lo recuerdan como un héroe, sostenían un lienzo con las palabras "Labour lied, Barry died" ("Laborista mintió, Horne murió").
La reacción de los medios de comunicación a su campaña y a su muerte fue hostil. Kevin Toolis escribió en The Guardian: "En vida él fue un don nadie, un basurero convertido en incendiario. Pero muerto Barry Horne se alza como el primer verdadero mártir del más exitoso grupo terrorista que Bretaña ha conocido jamás, el movimiento por los derechos de los animales".